# 小行星4604
小行星4604（4604 Stekarstrom）是一颗围绕太阳公转的小行星。1987年9月18日，鈴木憲藏、浦田武在丰田市发现了此天体。
这颗小行星的绝对星等为355.27272等。